# Xie Xide
Hsi-teh Hsieh, auch Hilda Hsieh (* 19. März 1921 in Quanzhou, Republik China; † 4. März 2000 in Shanghai, Volksrepublik China) war eine chinesische Physikerin und Hochschullehrerin. Sie war von 1983 bis 1989 Präsidentin der Fudan-Universität und die erste weibliche Präsidentin einer chinesischen Universität.
Xie Xide gilt als Mutter der chinesischen Halbleiter.

## Leben und Werk
Xie war die Tochter des Physikers Xie Yuming, der an der Yanjing-Universität in Peking lehrte. Ihre Kindheit verbrachte sie in Peking, wo sie die Yanjing-Grundschule besuchte und auch ihren zukünftigen Ehemann Cao Tianqin kennenlernte. 1937 brach der Zweite Chinesisch-Japanische Krieg aus und ihre Familie musste nach Guiyang fliehen. Dort erkrankte sie an einer tuberkulösen Infektion eines Hüftgelenks und bewarb sich deshalb für ein Physikstudium an einer heimatnahen Hochschule. Sie entschied sich für die Xiamen-Universität und die Familie zog 1942 nach Changting, wohin die Xiamen-Universität während des Krieges verlegt wurde. Sie graduierte 1946 und lehrte anschließend für ein Jahr an der Shanghai-Universität. Sie bekam ein Stipendium für ein Studium am Smith College in den Vereinigten Staaten, wo sie 1949 einen Master-Abschluss erhielt.
1950 wurden viele chinesische Wissenschaftswissenschaftler in den Vereinigten Staaten aufgrund des Koreakrieges inhaftiert, darunter der berühmte Aerodynamiker Qian Xuesen. Xie wurde trotz ihrer Bereitschaft, in ihr Heimatland zurückzukehren, in den USA inhaftiert. Sie setzte ihr Studium am Massachusetts Institute of Technology fort, promovierte dort 1951 in Theoretischer Physik und arbeitete von 1951 bis 1952 als wissenschaftliche Mitarbeiterin. 1952 erhielt Cao Tianqin, der zu dieser Zeit in Großbritannien studierte, konnte ihre Freilassung erwirken, damit sie in Großbritannien heiraten konnten. Xie heiratete Cao Tianqin (Tien-chin Tsao) in Großbritannien; 1956 wurde ihr Sohn geboren. Im Mai 1956 trat Xie Xide in die Kommunistische Partei Chinas ein.
Nach der Heirat kehrte Xie nach China zurück und war von 1952 bis 1956 Dozentin am Physik-Department der Fudan-Universität in Shanghai. Anschließend war sie bis 1962 außerordentliche Professorin und von 1958 bis 1966 stellvertretende Direktorin des Shanghaier Instituts für technische Physik der Chinesischen Akademie der Wissenschaften, ein von ihr initiiertes Projekt.
1962 wurde sie zur Professorin für Physik an der Fudan-Universität ernannt.
Während der Kulturrevolution wurde Xie von ihrem Lehrposten entfernt und für neun Monate im Tieftemperaturlabor eingesperrt. Auch ihr Mann stand in seinem eigenen Institut unter Hausarrest; der Sohn musste für sich selbst sorgen. Nach ihrer Entlassung aus dem Hausarrest musste sie die Toilette des Physikgebäudes reinigen und die Gänge fegen. Sie musste in der Halbleiterfabrik der Universität arbeiten und Siliziumwafer polieren. 1972 durfte sie wieder etwas unterrichten.
Von 1978 bis 1983 war sie Direktorin des Instituts für Moderne Physik der Fudan-Universität. 1978 wurde sie Vizepräsidentin der Fudan-Universität; von 1983 bis 1989 war sie deren Präsidentin. Von 1989 bis zu ihrem Tod war sie als Beraterin der Universität tätig. Sie half beim Aufbau des Center for American Studies der Universität und war ab 1985 dessen Direktorin. Ihre Forschungsarbeit konzentrierte sich auf Festkörperphysik, Halbleiterphysik und Oberflächenphysik. 1980 wurde Xie Xide in die Chinesische Akademie der Wissenschaften berufen.
Xie gründete fünf neue Fakultäten, darunter die Fakultät für Technologiewissenschaften, die Fakultät für Lebenswissenschaften und die Fakultät für Wirtschaftswissenschaften. Darüber hinaus förderte sie Innovationen in der wissenschaftlichen Forschung und den akademischen Austausch im In- und Ausland. Sie war Mitautorin eines der am weitesten verbreiteten Physiklehrbücher in China, Halbleiterphysik. Xie Xide wurde 1982 auf dem 12. Parteitag der Kommunistischen Partei Chinas in das Zentralkomitee der KPCh gewählt und war dort für zwei Amtsperioden, bis 1992, tätig.
Ihr Ehemann fiel 1987 ins Koma, als er an einer globalen Konferenz für Biologie und Ökologie in Israel teilnahm. Seitdem war er gelähmt und trotz ihrer eigenen Krankheit pflegte sie ihn 8 Jahre lang, bis er 1995 starb. Xie setzte ihre Arbeit im Krankenhaus fort, während sie gegen den Krebs kämpfte. Sie starb im Alter von 79 Jahren an Brustkrebs, gegen den sie 34 Jahre lang gekämpft hatte. Sie spendete ihren Körper der medizinischen Forschung.

## Auszeichnungen
- Ehrendoktorwürde von zwölf Universitäten weltweit
- Fellow of the American Physical Society
- Academician of The World Academy of Sciences,
- Distinguished Scholar of the Committee on Scholarly Communication with The People's Republic of China

## Veröffentlichungen (Auswahl)
- James M. Goldey, Sanborn C. Brown: A Resonant Cavity Study of Semiconductors. Journal of Applied Physics. AIP Publishing. 25 (3), 1954, S.  302–307.
- mit Kaiming, Zhang: Electronic properties of metals chemisorbed on semiconductor surface and metal/semiconductor interfaces. Progress in Surface Science. Elsevier BV. 28 (2), 1988, S. 71–179.
- mit Zhang, Kaiming: Recent developments in some metal/semiconductor and superlattice interfaces". Materials Chemistry and Physics. Elsevier BV. 38 (1), 1994, S. 1–13.
- Jian Zi, Kaiming Zhang: Vibrational properties of SiGe superlattices. Progress in Surface Science. Elsevier BV. 54 (1), 1997, S.  69–113.
- mit Jianhua Shen, Jian Zi, Jiang, Ping Jiang: Ab initiocalculation of the structure of the random alloys SnxGe1−x". Physical Review B. American Physical Society (APS). 56 (19), 1997, S. 12084–12087.
- mit K. Huang: Semiconductor Physics. Science Press, 1958,
- Group Theory and Its Applications. China: Science Publisher, 1986.